# Lougé-sur-Maire
Lougé-sur-Maire település Franciaországban, Orne megyében. Lakosainak száma 314 fő (2022. január 1.). Lougé-sur-Maire La Lande-de-Lougé, Montreuil-au-Houlme, Rânes, Saint-Brice-sous-Rânes, Écouché-les-Vallées és Putanges-le-Lac községekkel határos.

## Népesség
A település népességének változása:
| Lakosok száma | 350  | 322  | 332  | 315  | 315  | 316  | 316  | 314  | 314  |
|               | 2013 | 2015 | 2016 | 2017 | 2018 | 2019 | 2020 | 2021 | 2022 |